# 時 (古印度)
在古印度的時間單位，一時（ kala）相應於現在的四個小時，所謂「晝夜六時」就是日三時、夜三時。在採用時辰的中國古代也稱大時，一個大時有兩個時辰。
釋迦牟尼佛證道後至入滅的49年間，每日「二時講經」，即一日講經八個小時。